# SLAPP
SLAPP (simile a "slap" schiaffo in lingua inglese) è un termine nato dall'acronimo di strategic lawsuit against public participation (traducibile in italiano con "azione legale strategica contro la partecipazione pubblica") per identificare le azioni legali tese a bloccare la partecipazione alla vita pubblica.
Vincere non è l'obiettivo principale di questa azione legale. L'obiettivo è intimorire l'avversario e reprimere il dibattito pubblico. La SLAPP non è fondata su reali motivi giuridici.

## Origine dell'acronimo
Il termine fu coniato nel 1988 da due professori dell'Università di Denver. È un termine usato nell'ambito giudiziario e si è diffuso partendo inizialmente dai paesi anglosassoni e proprio in questi paesi, negli ultimi anni, sono state varate leggi che limitano le possibilità di ricorso a questa pratica.

## Normativa

### Italia
La SLAPP è una pratica considerata scorretta nell'ordinamento italiano, essa viene punita come "causa/lite temeraria" (art. 96 del Codice di procedura civile). Tuttavia i codici italiani non entrano nello specifico caso che potrebbe verificarsi, ad esempio, nel momento in cui delle ONG ambientaliste o dedicate alla difesa dei diritti umani criticassero pubblicamente un'organizzazione ricca e forte, come una multinazionale, e quest'ultima cercasse di intimidire la ONG con citazioni in giudizio e richieste danni di notevole valore economico.
Secondo i dati del consorzio europeo CASE del 2023, l’Italia è il Paese con il maggior numero di SLAPP in Europa anche se ad oggi non ha una normativa adeguata alla tutela.

### Unione Europea
L'Unione Europea già nel 2018 vide alcuni membri del parlamento richiedere risoluzioni contro questo tipo di pratica, in difesa di giornalisti, produttori di media e attivisti. La commissione ha presentato la prima proposta ad aprile 2022, che dal 2023 è in fase di discussione di trilogo.